# Antonov An-180
Antonov An-180 là một thiết kế máy bay chở khách tầm trung thân rộng của Ukraina. Thiết kế được hoàn thành vào năm 1994, nhưng không được đưa vào sản xuất.

## Tính năng kỹ chiến thuật
Dữ liệu lấy từ Brassey's World Aircraft & Systems Directory
Đặc tính tổng quan
- Kíp lái: 2 hoặc 3
- Sức chứa: 163
- Chiều dài: 40,9 m (134 ft 2 in)
- Sải cánh: 35,83 m (117 ft 7 in)
- Chiều cao: 11,148 m (36 ft 7 in)
- Trọng lượng cất cánh tối đa: 67.500 kg (148.812 lb)
- Động cơ: 2 × Ivenchko Progress D-27 kiểu propfan, 10.305 kW (13.819 hp) mỗi chiếc at take off

Hiệu suất bay
- Vận tốc hành trình: 800 km/h (497 mph; 432 kn)
- Tầm bay: 3.300 km (2.051 mi; 1.782 nmi) đầy tải
- Trần bay: 10.100 m (33.136 ft) hành trình